# آلکوباسا (باهیا)
آلکوباسا (به پرتغالی: Alcobaça) یک منطقهٔ مسکونی در برزیل است که در باهیا واقع شده‌است. آلکوباسا ۲۲٬۴۹۰ نفر جمعیت دارد.